# LOAD
LOAD je příkaz jazyka BASIC. Příkaz slouží k nahrávání dat z paměťového média do paměti počítače.

## Syntaxe příkazu v některých dialektech jazyka Basic

### Amstrad Locomotive Basic
- LOAD "název"
- LOAD "název", adresa

První varianta slouží pro nahrání programu Basicu, druhá varanta pro nahrání binárních dat. U počítačů Amstrad CPC 464 bez připojeného řadiče Amstrad DDI-1 nahrává příkaz data z magnetofonu, pokud je řadič připojen, příkaz standardně nahrává data z disketové mechaniky. Pro přepnutí na nahrávání z magnetofonu pak slouží příkaz │tape, pro přepnutí zpět na disk příkaz │disc. Pro přepínání nahrávání z mechaniky A: a B: slouží příkazy │a a │b.

### Atari Basic
Osmibitové počítače Atari mají pro nahrávání programů do paměti počítače několik příkazů: LOAD, CLOAD, ENTER a RUN.
Pro nahrání programu z magnetofonu se používá příkaz příkaz LOAD ve tvaru
- LOAD "C:"[5]

Na rozdíl od příkazu CLOAD je možné příkazem LOAD nahrávat data nejen z magnetofonu, ale i z jiných periférií.

### BBC Basic
- LOAD "název"[6]

### Commodore Basic
- LOAD "název" [, primární číslo zařízení [, sekundární číslo]]

Primární číslo určuje vnější paměťové zařízení, ze kterého budou data čtena:
- 1 - kazetový magnetofon,
- 8 - 15 - disketové jednotky.[7]

Pokud není primární číslo zadáno, jsou data čtena z magnetofonu. Pokud v příkazu LOAD název souboru, který má být nahrán do paměti počítače, začíná znakem $, disketové jednotky místo nahrání souboru provedou nahrání seznamu souborů v adresáři formátovaným stejným způsobem, jako by se jednalo o program v BASICu, takže výpis obsahu adresáře na obrazovku počítače lze pak provést příkazem LIST. Tímto způsobem je ale stávající program v paměti počítače přepsán.
Verze Basicu 3.5, 4 a 7 obsahuje pro nahrávání z disketových jednotek alternativní příkaz DLOAD, který implicitně předpokládá nahrávání z mechaniky 8.

### Minecraft MS-Basic
Pro nahrávání programů z disku slouží příkaz se syntaxí:
- LOAD "název"[10]

### Sinclair Basic
Pro nahrávání dat z magnetofonu se používá syntaxe
- LOAD "název" [specifikace typu dat]

Pokud není uvedena specifikace typu dat, je nahráván BASICový program. Pokud je specifikátor dat uveden, může být:
- CODE [adresa umístění v paměti [, délka datového bloku]] - nahrání datového bloku do paměti,
- SCREEN$ - odpovídá specifikátoru CODE 16384,6912,
- DATA proměnná() - nahrání obsahu číselného pole do dimenzované číselné proměnné,
- DATA proměnná$() - nahrání obsahu řetězcového pole do dimenzované řetězcové proměnné.

Protože pro počítače Sinclair ZX Spectrum vzniklo okolo 50 disketových jednotek a několik páskových zařízení, syntaxe příkazu pro nahrání dat z disketové jednotky nebo jiného páskového zařízení má mnoho variant, např.:
- LOAD *"zařízení"[;číslo zařízení[; "název"]] [specifikace typu dat] - nahrání dat ze sériového portu, sítě ZX Net nebo ZX Microdrive,
- LOAD !"název" [specifikace typu dat] - nahrání dat z ramdisku počítačů ZX Spectrum 128K/+2,
- LOAD *"název" [specifikace typu dat] - nahrání dat z disketových jednotek Didaktik 40 a Didaktik 80,
- LOAD dčíslo jednotky"název" [specifikace typu dat] - nahrání dat z disketových jednotek Disciple, +D a ZX Diskface Quick,
- LOAD *číslo jednotky;"název souboru" - nahrání dat z jednotky Triton QD.

Pro nahrávání dat z disketové jednotky počítačů Sinclair ZX Spectrum +2A a Sinclair ZX Spectrum +3 se používá stejná syntaxe jako pro nahrávání z magnetofonu, příkaz LOAD u těchto počítačů navíc využit k přepínání mezi nahráváním z magnetofonu nebo z disketové jednotky:
- LOAD "a:" - mechanika A:, LOAD "b:" - mechanika B:, LOAD "m:" - ramdisk, LOAD "t:" - magnetofon.